# 胚軸

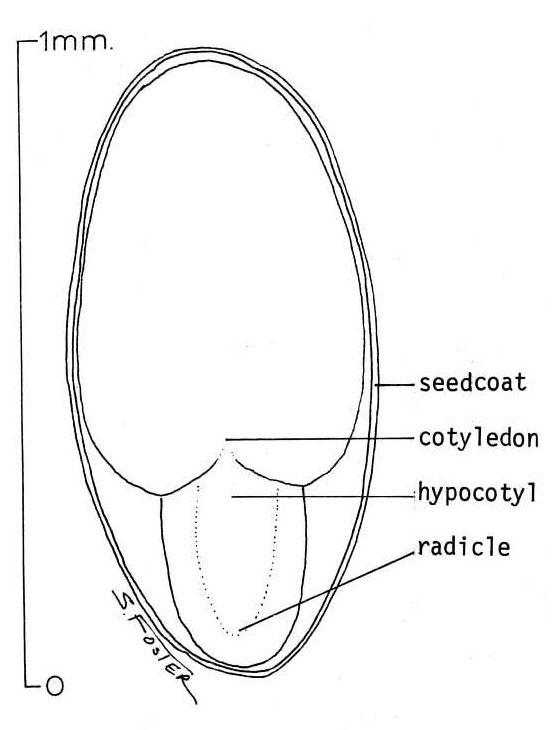
斯考勒氏柳（Salix scouleriana）的種子，標示由上而下為種皮（seedcoat）、子葉（cotyledon）、下胚軸（hypocotyl）、胚根（radicle）。

在植物學裡，胚軸 又稱 胚莖，是胚的一個部分，為連接胚芽與胚根的過渡部；胚軸要在種子發芽後，才伸長而變明顯。胚軸以子葉作為分界，位於子葉著生點以上的部分稱為上胚軸（英語：epicotyl），位於子葉著生點以下的部分稱為下胚軸。
植物胚在發芽的過程中，胚根向下生長至土壤之中。在胚根發育之後，在胚根之上的胚軸是初始支撐子葉的構造，後續會發育成莖的一小部分。（大部分的莖由胚芽發育而成）
在一些植物裡，胚軸可作為儲藏養分的器官，例如仙客來和大岩桐。
註：另有學者定義胚軸為胚芽、上胚軸、下胚軸、胚根的合稱。